# FAM163B
FAM163B (англ. Family with sequence similarity 163 member B) – білок, який кодується однойменним геном, розташованим у людей на 9-й хромосомі. Довжина поліпептидного ланцюга білка становить 166 амінокислот, а молекулярна маса — 18 190.
| 10         |  | 20         |  | 30         |  | 40         |  | 50         |
| ---------- |  | ---------- |  | ---------- |  | ---------- |  | ---------- |
| MTAGTVVITG |  | GILATVILLC |  | IIAVLCYCRL |  | QYYCCKKDES |  | EEDEEEPDFA |
| VHSHLPPLHS |  | NRNLVLTNGP |  | ALYPTASTSF |  | SQKSPQARAL |  | CRSCSHCEPP |
| TFFLQEPPEE |  | EEDVLNGGER |  | VLYKSVSQED |  | VELPPGGFGG |  | LQALNPNRLS |
| AMREAFARSR |  | SISTDV     |  |            |  |            |  |            |

A: Аланін

C: Цистеїн

D: Аспарагінова кислота

E: Глутамінова кислота

F: Фенілаланін

G: Гліцин

H: Гістидин

I: Ізолейцин

K: Лізин

L: Лейцин

M: Метіонін

N: Аспарагін

P: Пролін

Q: Глутамін

R: Аргінін

S: Серин

T: Треонін

V: Валін

Кодований геном білок за функцією належить до фосфопротеїнів. 
Локалізований у мембрані.